# Nephilengys borbonica
Nephilengys borbonica är en spindelart som först beskrevs av Vinson 1863.  Nephilengys borbonica ingår i släktet Nephilengys och familjen Nephilidae. Inga underarter finns listade i Catalogue of Life.